# Can Pau Godori
Can Pau Godori és un edifici del municipi de Vilassar de Mar (Maresme) que forma part de l'Inventari del Patrimoni Arquitectònic de Catalunya. És una casa situada a primera línia de mar davant la carretera N-II.

## Descripció
Va ser construïda a principis del segle xx, és de proporcions semblants a la casa de cos, mitjanera, amb parets longitudinals de càrrega, de planta baixa i pis, d'estructura de bigam paral·lel a la façana, rematada per una petita cornisa, sobre la quan descansa una balustrada, és ornamentada amb quatre columnes enganxades al mur que neixen al balcó llarg de tres obertures. A la part superior de les columnes hi ha tres arcs, també representats en relleu. Davant la casa hi ha un petit jardí tancat per un reixat. Sobre la porta principal hi ha les inicials del propietari, J. P. G (Josep Pou Godori). La barana de ferro del balcó és ricament ornamentada.